# Baciro Djá
Baciro Djá (31 de janeiro de 1973) é um político da Guiné-Bissau, presidente do Frente Patriótica de Salvação Nacional . Foi ministro da Defesa do governo de Carlos Gomes Júnior e depois ministro da Presidência do Conselho de Ministros, ministro dos Assuntos Paralmentares e porta-voz do governo de Domingos Simões Pereira, sucedendo a este como primeiro-ministro em 20 de agosto de 2015. A sua nomeação foi porém denunciada pelo PAIGC como "golpe de estado constitucional».

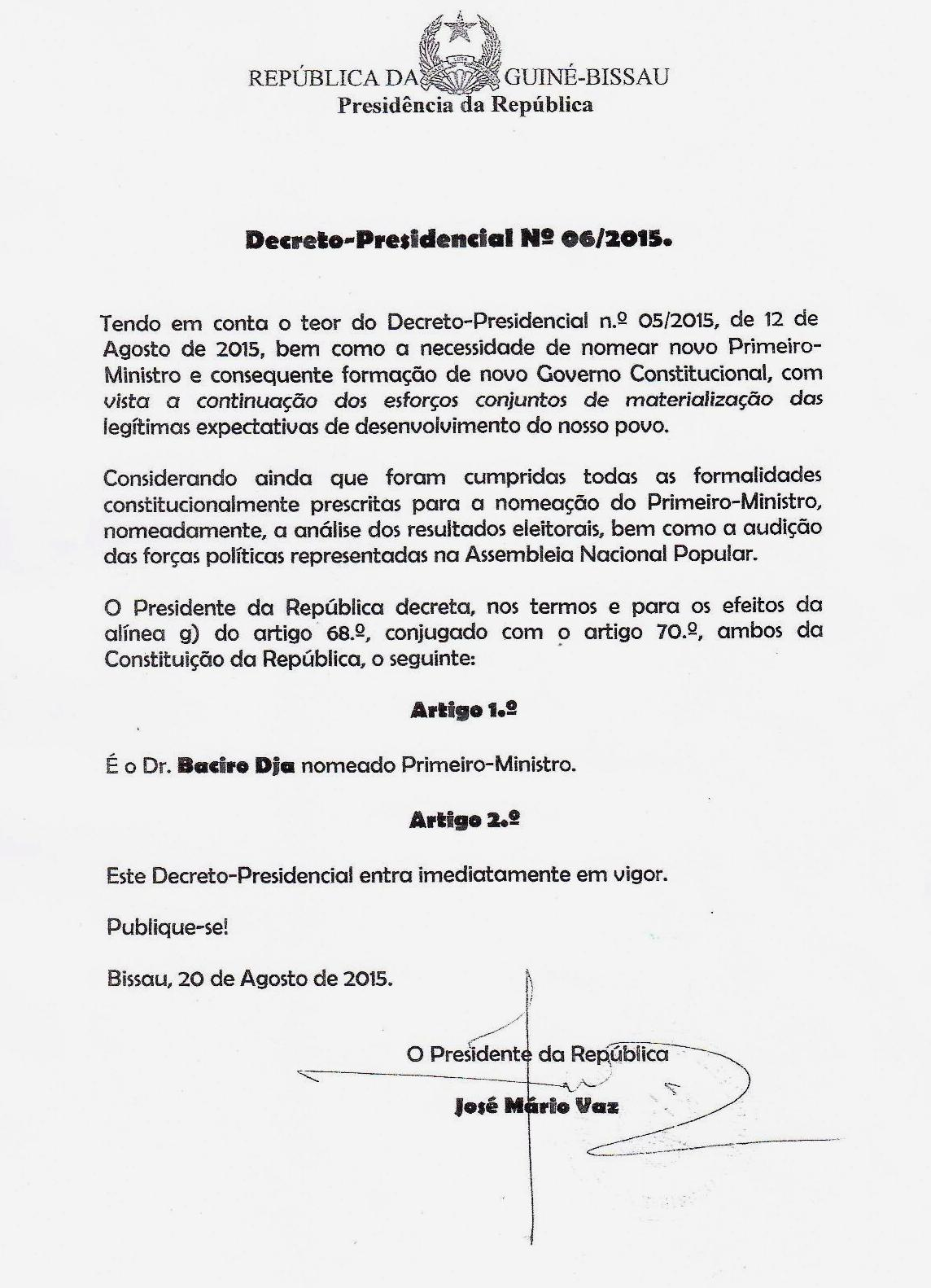
Decreto presidencial em que o presidente José Mário Vaz nomeia Baciro Djá primeiro-ministro.

Em 7 de setembro de 2015 formou o seu governo, que tomou posse no mesmo dia perante a Assembleia Nacional Popular. Entretanto, demitiu-se dois dias depois, na sequência da invalidação pelo Supremo Tribunal da sua nomeação. Em 2018 fundou o Frente Patriótica de Salvação Nacional.